# Ferroviário Esporte Clube
O Ferroviário Esporte Clube é um clube esportivo brasileiro sediado em São Luís, no estado do Maranhão. Fundado em 1941, foi a primeira equipe maranhense a disputar um torneio nacional.
Profissionalizou-se em 1954 e sagrou-se tetra-campeão maranhense em 1957, 1958, 1971 e 1973 e um título da Copa FMF em 1974. Disputou uma edição do Campeonato Brasileiro – primeiro clube maranhense a conquistar tal feito – uma Série B, dentre outras competições regionais. Não disputa campeonatos profissionais desde 2000.

## História
O clube foi fundado no dia 10 de setembro de 1941, por funcionários da Estrada de Ferro São Luiz-Teresina. O Ferrim começou a disputar campeonatos oficiais apenas em 1954, pelo Campeonato Maranhense, terminando em último lugar. Ganhou destaque alguns anos depois, com dois títulos estaduais seguidos em 1957 e 1958 frente o Vitória do Mar e Sampaio Corrêa. Pelo título de 1958, pode disputar a primeira edição da Taça Brasil em 1959 (antecessor do Campeonato Brasileiro), sendo a primeira equipe maranhense a disputar um torneio nacional.
Na Taça Brasil, o Ferrim enfrentou a Tuna Luso, do Pará, disputando uma das fases regionais daquela edição. Após uma derrota por 3–1 e uma vitória pelo mesmo placar, foi eliminado por 1–0 no jogo de desempate. Na década de 1960 emplacou dois vice-campeonatos estaduais em 1967 e 1969. Em 1969, também foi vice-campeão do Torneio do Norte – parte daquela edição do Torneio Norte-Nordeste, ficando atrás do Remo. Voltou a ter destaque na década de 1970, com dois títulos do Campeonato Maranhense em 1971, frente o Sampaio Corrêa, e 1973, frente o Moto Club, e um título da copa estadual em 1974.
Pelo título de 1971, pode disputar a segunda divisão do Campeonato Brasileiro em 1972, mas foi eliminado na primeira fase no Grupo B em quarto lugar de seis participantes. Sobre campanhas de destaque, foi vice-campeão do Torneio Início em 1971, e do estadual em 1972, 1975 e 1976. Por problemas administrativos, financeiros e com discórdia dos empresários com a Federação Maranhense de Desportos (FMD), o Ferrim desativou seu futebol profissional. Retornou brevemente entre 1998 a 2000, mas deixou de disputar os campeonatos novamente. 

## Títulos
| ESTADUAIS | ESTADUAIS               | ESTADUAIS | ESTADUAIS               |
|           | Competição              | Títulos   | Temporadas              |
| --------- | ----------------------- | --------- | ----------------------- |
|           | Campeonato Maranhense   | 4         | 1957, 1958, 1971 e 1973 |
|           | Taça Cidade de São Luís | 1         | 1974                    |